# Каскарино, Эстель
Эстель Каскарино (фр. Estelle Cascarino; род. 5 февраля 1997, Сен-Приест) — французская футболистка, защитник итальянского клуба «Ювентус» и сборной Франции.

## Клубная карьера
Каскарино начала играть в футбол в возрасте тринадцати лет за молодежные команды «Олимпик Лион». Она дебютировала в Дивизионе 1 в сезоне 2014/2015. Свой первый профессиональный контракт подписала в 2015 году. В июне 2016 года Каскарино покинула «Олимпик Лион», поскольку посчитала, что не сможет попасть в основной состав из-за отсутствия возможностей. Она перешла в клуб «Жювизи» (позже переименованный в «Париж»), подписав двухлетний контракт.
9 июля 2021 года «Пари Сен-Жермен» объявил о подписании трёхлетнего контракта с Каскарино.
21 января 2023 года Каскарино на правах аренды до конца сезона присоединилась к английскому клубу «Манчестер Юнайтед» из Суперлиги. Она дебютировала за клуб 29 января, выйдя на замену на 68-й минуте в победном матче четвертого раунда Кубка Англии сезона 2022/2023 против «Сандерленда» (2:1).
18 августа 2023 года Каскарино присоединилась к Ювентус», подписав двухлетний контракт.

## Карьера за сборную
В 2012 году Каскарино была вызвана в сборную Франции (до 16 лет). После этого она продвигалась по возрастным группам сборных с 2012 по 2016 года. В 2016 году она играла на чемпионате Европы (до 19 лет) в Словакии и чемпионате мира (до 20 лет) в Папуа-Новой Гвинеи. В 2017 году Каскарино дебютировала за национальную сборную Франции в товарищеском матче против Ганы.
Каскарино была вызвана в сборную на чемпионат мира 2023 года в Австралии и Новой Зеландии.
В июле 2024 года Каскарино была включена в состав сборной Франции на домашние летние Олимпийские игры 2024 года.

## Личная жизнь
Каскарино — сестра-близнец Дельфины Каскарино, которая также на профессиональном уровне играет в футбол на позиции полузащитника. Её отец — итальянец, а мать — из Гваделупы. Они не являются родственницами Тони Каскарино, хотя их часто спрашивают об этом.

## Статистика

### Международная
| Сборная | Год  | Матчи | Голы |
| ------- | ---- | ----- | ---- |
| Франция | 2017 | 1     | 0    |
| Франция | 2020 | 4     | 1    |
| Франция | 2023 | 10    | 0    |
| Франция | 2024 | 3     | 0    |
| Итог    | Итог | 18    | 1    |

#### Гол за сборную
| Дата           | Место                          | Соперник  | Счёт | Результат | Турнир                  |
| -------------- | ------------------------------ | --------- | ---- | --------- | ----------------------- |
| 1 декабря 2020 | Стад де ла Рабин, Ван, Франция | Казахстан | 8:0  | 12:0      | Квалификация на ЧЕ 2020 |

## Достижения

### «Пари Сен-Жермен»
- Обладательница Кубка Франции: 2021/22[11]

### Сборная
- Финалистка Лиги наций УЕФА: 2023/24